# Agnieszka Bieńkowska
Agnieszka Bieńkowska, z d. Dudkiewicz (ur. 14 kwietnia 1962 w Łodzi) – polska siatkarka, mistrzyni i reprezentantka Polski.

## Kariera sportowa
Karierę rozpoczęła w Chojeńskim Klubie Sportowym. W 1980 została zawodniczką ŁKS Łódź. Z łódzkim klubem zdobyła mistrzostwo Polski w 1983, wicemistrzostwo Polski w 1982 i 1986, brązowe medale mistrzostw Polski w 1985, 1987, 1989. W 1990 wyjechała grać w lidze belgijskiej.
Z reprezentacją Polski juniorek wystąpiła na mistrzostwach Europy w 1979 (5 m.). W reprezentacji Polski seniorek debiutowała 5 kwietnia 1981 w towarzyskim spotkaniu z Rumunią. Dwukrotnie wystąpiła na mistrzostwach Europy (1981 – 5 m., 1987 – 11 m.). Ostatni raz w biało-czerwonych barwach zagrała 13 maja 1990 w meczu kwalifikacji mistrzostw świata z Jugosławią. Łącznie w I reprezentacji Polski wystąpiła 129 razy, w tym w 110 spotkaniach oficjalnych.